# Penobscot (Maine)
Pour les articles homonymes, voir Penobscot.
Penobscot est une ville américaine située dans le Comté de Hancock, dans le Maine. Selon le recensement de 2020, sa population est de 1 136 habitants.

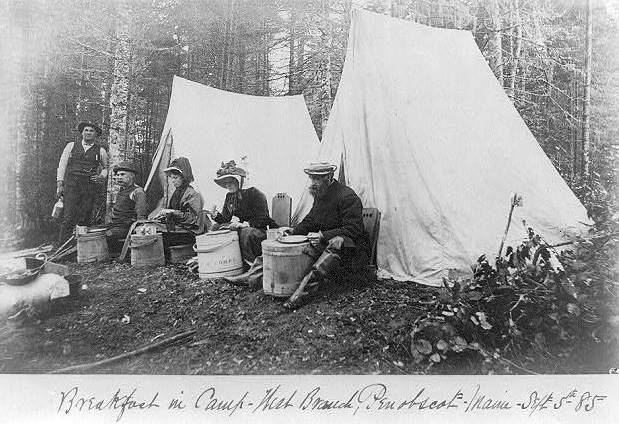
Petit déjeuner au camp, Penobscot, septembre 1885.